# Lesotho na Letnich Igrzyskach Olimpijskich 1988
Lesotho na Letnich Igrzyskach Olimpijskich 1988 reprezentowało 6 zawodników (sami mężczyźni). Był to 4 start reprezentacji Lesotho na letnich igrzyskach olimpijskich.

## Skład kadry

### Boks
- Teboho Mathibeli – waga musza (do 51 kg) – 17. miejsce,
- Ncholu Monontsi – waga lekkośrednia (do 71 kg)- 17. miejsce,
- Sello Mojela – waga średnia (do 75 kg) – 9. miejsce

### Lekkoatletyka
Mężczyźni
- Mothobi Kharitse – bieg na 100 m – odpadł w eliminacjach,
- Noheku Nteso – maraton – 61. miejsce,
- Mohala Mohloli – maraton – 82. miejsce